# 富田川のオオウナギ生息地

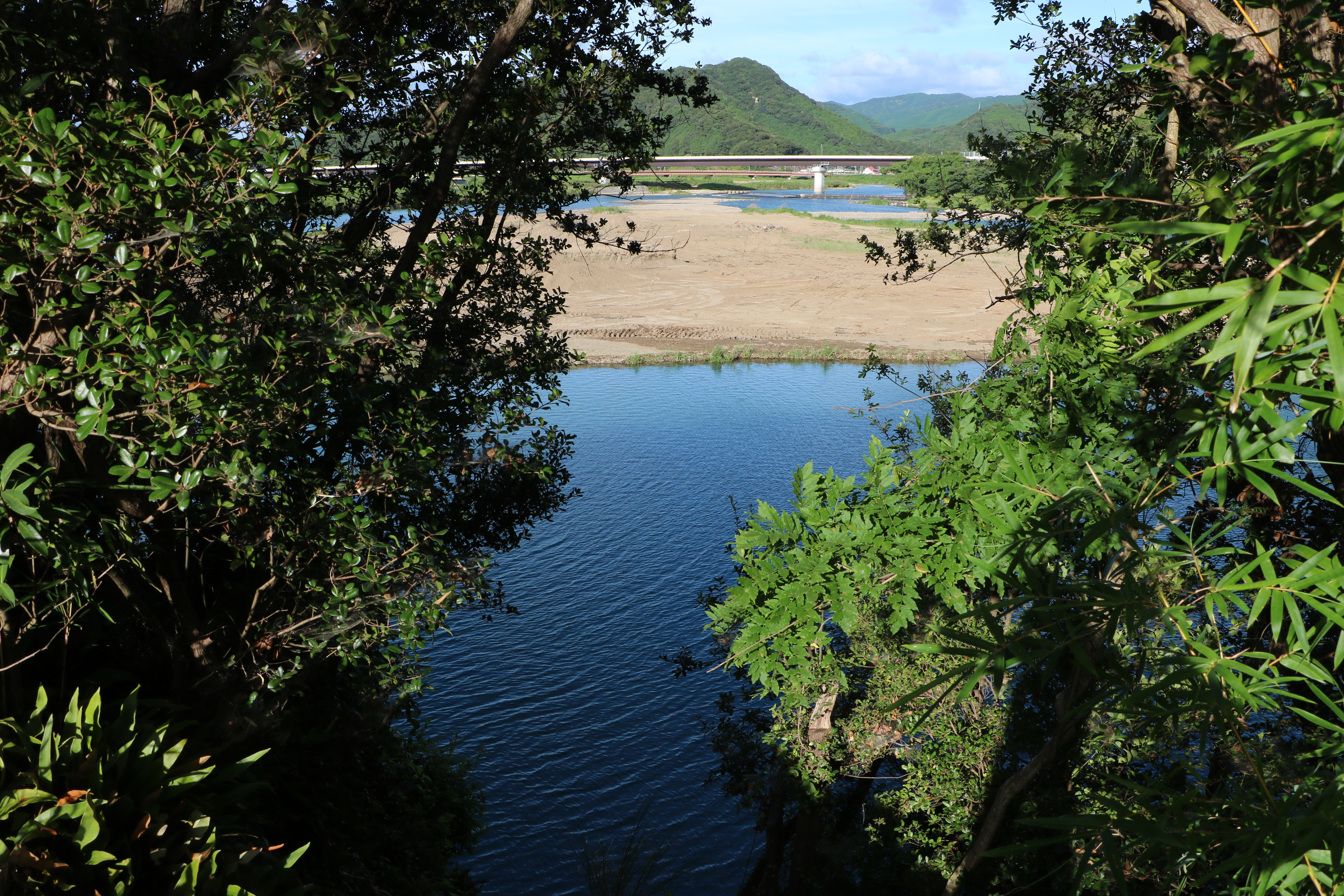
富田川のオオウナギ生息地。濁り淵。2019年8月12日撮影。

富田川のオオウナギ生息地（とんだがわのオオウナギせいそくち）とは、和歌山県南西部を流れる富田川の河口から、上流方向へ約18キロメートルまでの水域にわたる、国の天然記念物に指定されたオオウナギの生息地である。
オオウナギ （英: Giant mottled eel）はウナギ目ウナギ科ウナギ属に属する魚であり、学名Anguilla marmorata Quoy and Gaimard, 1824、標準和名はオオウナギ（大鰻）である。ウナギ科魚類は世界に19の種と亜種が確認されており、日本国内には3種が自然分布している。
その1種であるオオウナギは熱帯性の魚類であり、日本国内では屋久島・種子島以南に多く生息し、沖縄ではウナギ（ニホンウナギ）よりも多く生息しているが、本州・四国・九州では生息数が少なく、利根川河口以南（以西）の太平洋沿岸、長崎県以南の東シナ海沿岸に生息地が分散して点在しており、それぞれ、国、県、市町村単位の天然記念物に指定されている。これら生息地のうち国の天然記念物に指定されているのは、徳島県海部郡海陽町の母川水域、長崎県長崎市樺島の共同井戸(樺島のオオウナギ生息地) 、そして本項で解説する和歌山県富田川水域の3件のみであり、3件とも1923年（大正12年）3月7日に国の天然記念物に指定された。

## 紀南地方の大鰻に関する文献
富田川流域の紀南地方と呼ばれる紀伊半島南部一帯は、富田川以外にもオオウナギが生息する河川があることが昔から知られており、中でも和歌山県南東部を流れる古座川に生息するオオウナギには多くの記録や文献が残されている。
1689年（元禄2年）に書かれた『熊野獨参記』（くまのどくさんき）の古座村の記述中にある、
| 此川大ナル鰻多シ 他国ニ類ナシト伝。…… |
| 『熊野獨参記』 古座村                 |

この一節が、紀南地方でのオオウナギを記した最も古いものと考えられており、その後、紀州藩の本草学者である小原桃洞（おはらとうどう）が江戸時代後期に書いた『魚譜』の記述では、
| 大ウナギ 熊野古座奥相瀬ニアリ 長六七尺圍二尺斗アリ…… |
| 『魚譜』 小原桃洞                                    |

このように具体的な大きさが記されており、その当時に全長1.8 - 2.1メートル、胴回り60センチほどの大型個体が生息していた様子がわかる。
また、小原の弟子である畔田翠山が、1827年（文政10年）に記した『水族誌』では次のように記されている。
| 紀州古座川熊野船津村ニ「大ウナギ」アリ 共ニ廻リ尺餘長サ六尺圍二尺斗アリ…… |
| 『水族誌』 畔田翠山                                                       |

さらに、津藩藩士で朱子学者の斉藤拙堂が、紀伊半島を一周した紀行記録をまとめた1860年（万延元年）の『南遊志』の中でも、古座川流域で巨大なウナギが網で捕獲される様子を聞いた内容が記されており、古座川周辺のオオウナギは古くより知られていたと考えられている。
その一方で富田川のオオウナギに関する江戸期の記録は見られず、記録として現れ始めるのは明治期に入ってからで、1889年（明治22年）8月に発生した大水害による激しい水流により、富田川の下流域に複数の深い淵が作られたことでオオウナギが生息し始めたと考えられている。明治から大正の当時はオオウナギの巨体の群れを川岸から見ることができ、昭和の始め頃まで富田川下流域ではオオウナギが多数生息していたという。

## 鮎川に伝わる大鰻の逸話
富田川上流の山間部入口付近に位置する鮎川地区（現・田辺市鮎川）には、大正末期から昭和初期頃に起こった、とある大鰻（オオウナギ）に関する逸話が残されている。
ある日、鮎川村の村人が、村の上流部にあたる北郡（ほくそぎ）地区から蕨尾橋（今日の道の駅ふるさとセンター大塔付近）あたりの富田川沿いを歩いていると、川の中に今までに見たことのない巨大なウナギを見つけたため、急いで村人を呼びに行き、温泉宿から蚊帳を5帖用意して村人たちはオオウナギを捕獲した。水槽に入れたオオウナギを前に村人たちは、このまま水槽で飼おう、川へ戻そう、料理して大勢で食べよう等、このオオウナギをどうするか相談をしたが、このような珍しいものを大勢の人に見てもらってはどうか、という意見にまとまり、見世物にして夜店を出すことに決まった。早速オオウナギは馬車の乗せられて運ばれ、田辺の大浜通り（現・県道田辺港線）で夜店が開かれたが、オオウナギは大変な人気となり大勢の人が夜店を訪れた。たくさん儲かった村人たちは、次は日高の御坊で夜店を張ろうと考え、当時は田辺まで鉄道が開通していなかったため、オオウナギを船に積んで御坊へ運び夜店を開くと、御坊では田辺以上に人が集まって大繁盛となり大変な儲けとなったが、当のオオウナギは疲れ果て食欲も無くなっていた。しかしお金に目を奪われた村人達は、『今度は和歌山へ、その次は大阪で見世物にしよう』と考え、和歌山へ着いた村人たちは田辺や御坊で儲けたお金を使い、和歌山での夜店を開く前祝と称して、夜通し飲めや食えやの大騒ぎをして儲けたお金を散財した。宿に戻った村人がオオウナギの様子を見ると、すでに腹部を上にしてオオウナギは死んでしまっていた。和歌山での夜店も開けず、金儲けの当てもはずれた村人たちは、落胆するとともに、自分たちの行動を反省し、オオウナギに対する申し訳ない気持ちと、お金に目がくらんだ自分たちを恥じ、人間の本当の幸せとは何だったのか、村人たちは深く考えあったという。
このオオウナギはその後、鮎川地区で旅館を経営していた佐々木家に剥製として保管され、1936年（昭和11年）6月に鮎川を訪れた東久邇宮稔彦王に披露されたという。当時の記録には、全長6尺3寸（約191センチメートル）、重量5貫600匁（約21キログラム）とあり、日本国内で確認されたオオウナギの中でも最大級のものである。剥製は後に2009年（平成20年）所有者の佐々木家から田辺市大塔公民館へ寄贈され、田辺市教育委員会によって大切に保管されている。

## 宇井縫蔵と天然記念物指定

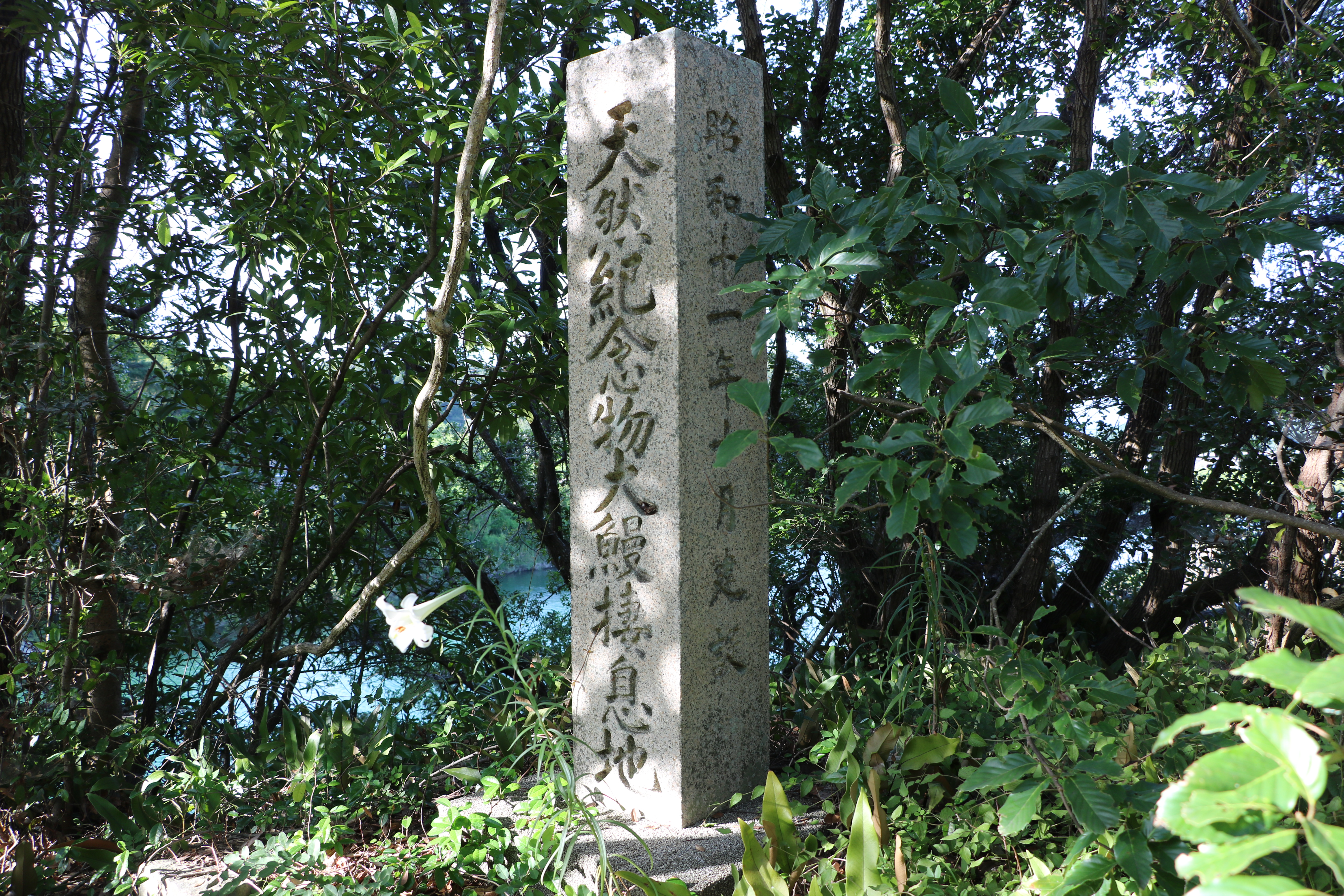
濁り淵にある昭和11年10月に建立された天然記念物指定石碑。2019年8月12日撮影。

オオウナギはニホンウナギと異なり、焼いても不味く食用にされることは無かったが、富田川ではその珍しさから前述した鮎川地区でのエピソードのように捕獲されることも多くあった。また、脂質の多いオオウナギの皮は、家を建てる時に柱の下に敷くとシロアリ避けになるため利用されたり、場合によっては肥料にされたりと乱獲が行われた。それにくわえ経年経過による土砂等の堆積によってオオウナギの棲む淵が浅瀬になるなど生息域環境の変化もあり、オオウナギは急速に減少しはじめた。
そのような状況に危機感を持った地元の研究者の宇井縫蔵（ういぬいぞう）は、富田川流域の人々にオオウナギ保護への理解を求める行動を起こした。宇井は1878年（明治11年）に西牟婁郡岩田村（現上富田町）に生まれ、和歌山師範学校を卒業し、和歌山県内の小学校教師を歴任した後、田辺高等女学校（現・和歌山県立田辺中学校・高等学校）教師として在籍中の1921年（大正10年）に、オオウナギの保護活動を始めた。宇井は教師のかたわら魚類や植物の研究を行い、南方熊楠や牧野富太郎とも親交があった人物で、和歌山の魚類を初めて系統立てて分類網羅した『紀州魚譜』の著者でもある。この著書の中で宇井は「近年河床はますます埋まりて、オオウナギなどの棲むべき場所は、年一年と狭まりつつある」と述べている。

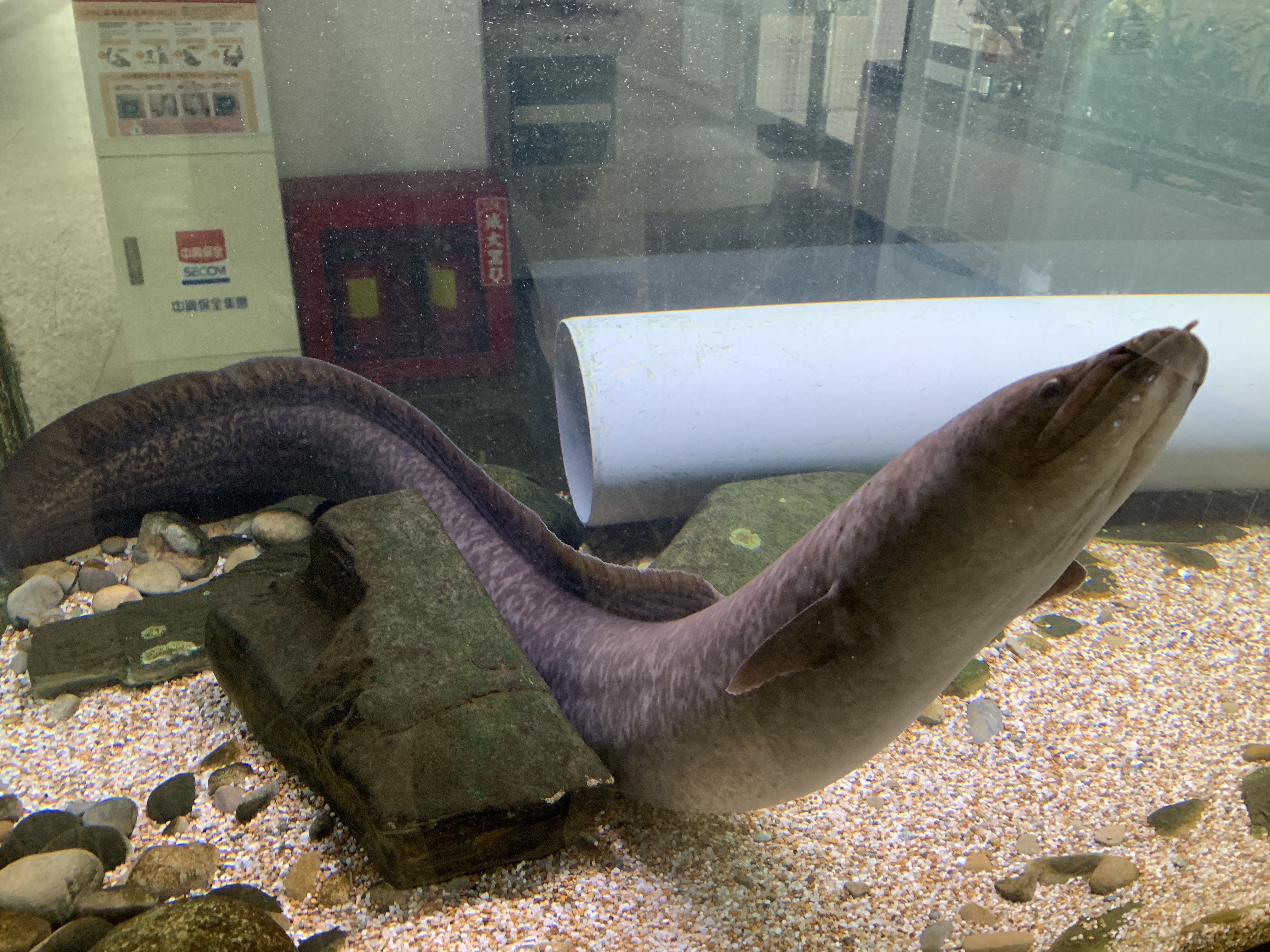
台湾の国立清華大学で飼育されているオオウナギ。

宇井は一般の人々に保護を求める一方、県に対しても保護対策を願い出るなど、オオウナギの保護活動に尽力し、このことが大きな原動力となって富田川の一部である、三つ石の淵、濁り淵、蟇（ひき）岩の淵の3か所の淵
（現・白浜町）が、オオウナギの生息地として1923年（大正12年）3月7日に国の天然記念物に指定された。しかし、この3か所の淵は互いに隣接した狭い水域であり、オオウナギの保護には不十分であるため、より広い範囲にわたる水域の保護が求められ、1935年（昭和10年）5月15日に、富田川の河口から西牟婁郡栗栖川村と同郡鮎川村の境界（現・田辺市中辺路町と同市鮎川の境界）までの、約18キロメートルの範囲が追加指定された。
宇井が教鞭をとった現・和歌山県立田辺高等学校には、古くからオオウナギの剥製が所蔵されていたがラベル等の記載がなく来歴が不明であった。しかし近年発見された資料によって、1922年（大正11年）に旧大塔村笠松地区で捕獲されたオオウナギが剥製にされ、田辺高等女学校（現・和歌山県立田辺高等学校）へ寄贈されたものであることが判明した。同校に当時在職していた宇井が魚類の専門家として名前が通っていたことから、同校へ剥製が寄贈されたものと考えられている。

## 和歌山県でのオオウナギの分布と保全対策

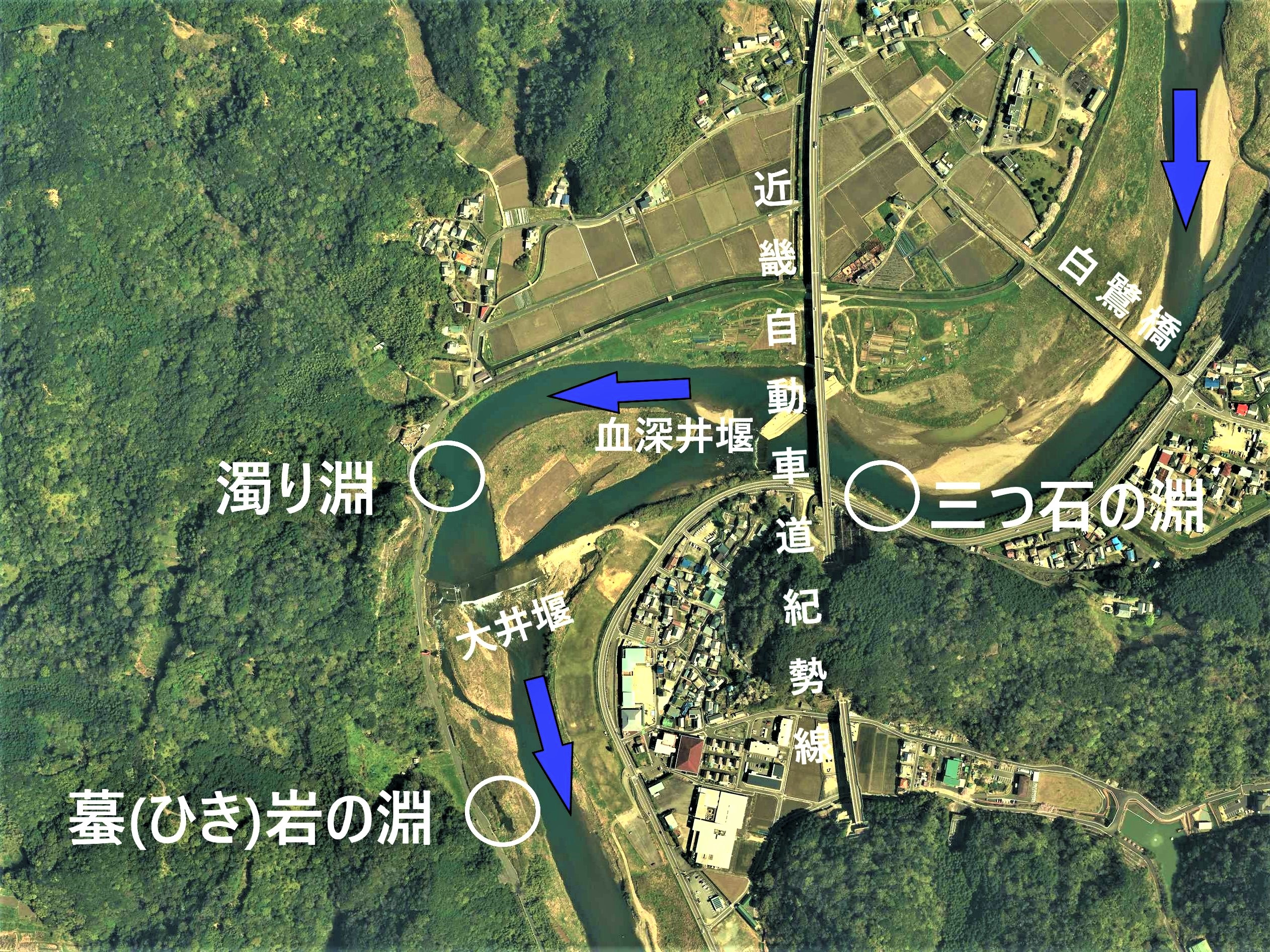
最初に指定された3つの淵周辺の空中写真。南北方向に紀勢自動車道の橋梁が架けられている。（2017年4月12日撮影）。

オオウナギ（大鰻）の生息地として、その流路のうち約18キロメートが国の天然記念物に指定されている富田川は、和歌山県と奈良県の県境に位置する果無山脈を水源とし、白浜町の富田（とんだ）地区で太平洋に注ぐ延長46.0キロメートルの二級河川で、同県の二級河川では唯一ダムの無い河川である。
オオウナギ生息地として最初に国の天然記念物に指定された三つ石、濁り、蟇（ひき）岩の3か所の淵にほど近い十九淵（つづらぶち）では、1930年（昭和5年）の渇水の際、毎日10数匹が水面に現れ見物人で賑わうなど、富田川はオオウナギが多数生息していたが、昭和30年代頃から始まった護岸工事や生活排水の流入、上流域での森林開発なども加わり、生息環境が大きく変わり始めた。
オオウナギは地元では「カニ食い」とも呼ばれるように、ベンケイガニやモクズガニなどの甲殻類を好んで食べ、アユやオイカワ等の川魚、ユスリカやカゲロウ等の水生昆虫、さらに淡水性の貝やカエルに至るまで様々な生物を餌としており、富田川水系生態系の頂点捕食者であるオオウナギが生息するためには、さまざまな生物にとっても棲みやすい環境が必要である。
国の天然記念物に指定された富田川の水域では、1985年（昭和60年）に見つかった体長1.3メートルのオオウナギ以降、1メートルを越す個体は確認されておらず、また文化財保護法によって指定域での捕獲は禁じられている。富田川を含む紀伊半島南部では普通のウナギ漁などで時折見つかり、死亡した大型のオオウナギを剥製や標本にしたり、また指定域以外で捕獲された個体が和歌山県立自然博物館に持ち込まれ飼育や研究の対象になっている。
前述した田辺高等学校や大塔公民館の剥製のような標本は複数存在しており、1922年（大正11年）11月に旧大塔村の向越（むかごし）の富田川で捕獲された全長145センチ、重量8.6キログラムの大型個体は剥製にされ、現田辺市立鮎川小学校に保存されている。また、1971年（昭和46年）1月には紀勢本線紀伊富田駅近くの富田川に架かる富田橋の上流で、瀕死の状態のオオウナギが浮いているのが発見され、同駅駅員によって捕らえられた。このオオウナギは体長151.2センチメートル、体重10.5キログラム、胴回り37.1センチメートルもあり、その後しばらくの間、紀伊富田駅改札口の横にホルマリン漬けにされ展示されていた。
和歌山県内を流れる複数の河川では、河口近くを中心にオオウナギの生息が確認されているが、2007年（平成19年）9月30日には河口から遠く離れた、田辺市本宮町渡瀬（わたぜ）の四村川（よむらがわ）で、鮎漁で仕掛けた簗に、全長136センチ、体重8.2キログラムの大型個体が掛かった。四村川は熊野川の支流のひとつで、捕獲された渡瀬地区は新宮市の熊野川河口から41.2キロメートル上流に位置し、かなり上流にも大型個体が生息していることが分かった。また、1メートルを越す大型個体は1986年（昭和61年）に那智勝浦町の太田川で捕獲された全長159センチメートルの個体以来21年ぶりであった。
このほかにも潮岬に近い紀伊半島最南端の串本町の側溝に棲む個体や、みなべ町の南部川や印南町の切目川などで生息が確認され、2014年（平成26年）2月12日には同県北部の海南市下津町を流れる小原川で、体長1メートル、重さ3.2キロの大型個体が捕獲されるなど、和歌山県内では散発的に生息が確認されているが、国の天然記念物に指定されている富田川での生息確認事例は減少している。
最初に天然記念物に指定された3か所の淵付近の富田川に紀勢自動車道の橋梁が架けられることになり、国土交通省近畿地方整備局紀南河川国道事務所により2009年（平成21年）1月から3月にかけ生息状況および生息環境の調査が実施された。調査は三つ石の淵のすぐ上流の富田川に架かる白鷺橋（国道42号庄川口交差点）から下流方向へ約1キロメートルの範囲で実施され、オオウナギの巣穴や、底生生物、付着藻類、底質が調査される過程で、通常のウナギ（ニホンウナギ）とは特徴が若干異なる1匹の個体が採集されたが、この個体は全長約9センチメートルと小さく判別が困難であったため、和歌山県立自然博物館に同定を依頼した結果、オオウナギの幼魚であることが判明し、わずかではあるが富田川でオオウナギが生育していることが確認された。紀南河川国道事務所では生息地の保全対策について、文化庁との協議や、専門家らを交えた環境保全対策の検討を重ね、指定地を渡河する区間の上富田インターチェンジから南紀白浜インターチェンジ間は2015年（平成27年）7月12日に供用が開始された。和歌山県が作成したレッドデータブックによれば、和歌山県内に生息するオオウナギは富田川の生息地に限らず準絶滅危惧種(NT) にカテゴライズされ、保護監視の対象とされている。

## 交通アクセス
所在地
※ここでは濁り淵にある天然記念物指定石碑の場所を示す。
- 和歌山県西牟婁郡白浜町平（和歌山県道212号栄岩崎線沿い）[23]

交通
- 最寄駅、JR西日本紀勢本線紀伊富田駅。
- 最寄インターチェンジ、紀勢自動車道南紀白浜インターチェンジ。